# Austrosteenisia
Austrosteenisia R. Geesink – rodzaj roślin z rodziny bobowatych (Fabaceae). Według The Plant List obejmuje co najmniej 3 gatunki. 

## Systematyka
Pozycja według APweb (aktualizowany system APG III z 2009)
Jeden z rodzajów plemienia Millettieae z podrodziny bobowatych właściwych (Faboideae) z rodziny bobowatych (Fabaceae) należącej do rzędu bobowców (Fabales) reprezentującego dwuliścienne właściwe.
Wykaz gatunków
| - Austrosteenisia blackii (F.Muell.) R.Geesink - Austrosteenisia glabristyla Jessup - Austrosteenisia stipularis (C.T.White) Jessup |